# Martin Gruber (Choreograf)
Martin Gruber (* 15. November 1957 in Dorfen) ist ein deutscher Regisseur, Choreograf und war bis 2021 Professor für Bewegung an der Hochschule für Schauspielkunst Ernst Busch in Berlin. Er entwickelte eine eigene Methodik der Schauspielausbildung und begründete die nach Alon Talmi benannte „Talmi-Methode“.

## Leben und Wirken
Martin Gruber studierte Theater- und Musikwissenschaften an der Universität München und absolvierte Ausbildungen in Zenbodytherapy und Triggerpoint Anatomy bei William Dub Leigh, Funktionaler Integration bei Alon Talmi, Suzuki-Training bei Regisseur Tadashi Suzuki, sowie in diversen japanischen Kampftkünsten in Japan und in Deutschland. Außerdem nahm er Unterricht bei Kazuo Ono und Yoshi Oida. Vom Aikikai Honbu Dōjō in Tokio wurde ihm der 7.Dan in Aikido verliehen.
1986 eröffnete Gruber eine eigene Produktions- und Ausbildungsstätte für professionelle Theatergruppen und darstellende Künstler in Birach (Niederbergkirchen), an der bis 1992 das ZeltEnsembleTheater unter der Leitung von Otto Kukla und Crescentia Dünßer residierte.
Gruber war von 1985 bis 1993 Lehrer für Bewegung an der Münchner Otto-Falckenberg-Schule. August Everding holte ihn 1993 an die damals neu gegründete Bayerische Theaterakademie in München, um dort als Dozent für Bewegung und Rolle in der Abteilung Schauspiel, Gesang, Regie den Bewegungsunterricht für Schauspieler aufzubauen. Dort war er bis 2005 tätig. 2010 wurde er als Professor für Bewegung an die Hochschule für Schauspielkunst Ernst Busch in Berlin berufen. Seit 2021 leitet er freiberuflich den Kunstbetrieb Birach und seine Kampfkunstschule Tenshinkan in Berlin
Weitere Lehraufträge führten ihn unter anderem an die École Supérieure d’Art Dramatique de Strasbourg, die Central Academy of Drama in Peking und die Shanghai Theatre Academy. Workshops gab er unter anderem an der Hochschule für Musik und Theater München, am Mozarteum in Salzburg, an der Universität der Künste Berlin und am Mime Centrum Berlin, an der Westerdals Oslo School of Arts, Communication and Technology in Oslo, an der National School of Drama in Delhi, ImpulsTanz. Vienna International Dance Festival in Wien.
Gruber veröffentlichte zahlreiche Aufsätze und Beiträge in Sammelwerken, Symposien und in internationalen Fachzeitschriften, die sich mit Aspekten der Psychologischer Medizin, Körpertherapie und der Schauspielerausbildung befassen.
Im November 2024 erhielt er mit der KULA Compagnie den Preis des Internationalen Theaternstituts (ITI) für Ländergrenzen überschreitende Theaterarbeit und beispielgebende Leistungen.

## Methode der Schauspielausbildung
Gruber entwickelte aus asiatischen und westlichen Tanz- und Kampfkunsttrainings sowie verschiedenen Ansätzen aus der strukturellen und funktionalen Körperarbeit eine neue Methodik für ein umfassendes, interdisziplinäres Grundlagentraining in der Schauspielausbildung. Die Methodik basiert auf drei Säulen: der individuellen Arbeit an der eigenen Haltung, der dialogischen Arbeit mit einem Partner und dem kollektiven, dynamischen Arbeiten in der Gruppe. Die Ausbildung verbindet unter anderem neurophysiologische Erkenntnisse und Techniken (zusammengefasst in der von ihm gegründeten Talmi-Methode®), das von Gruber Mitte der 1980er Jahre aus Japan eingeführte und modifizierte „Suzuki-Training“ nach Tadashi Suzuki und die japanische Kampfkunst Aikido zu einem umfassenden System.
Auf diese Weise vereint sie die Anforderungen eines sich wandelnden Theaters auf der Suche nach neuen Ausdrucksformen, die sich immer stärker in Richtung eines physical theater bewegen, mit den Fertigkeiten, wie sie traditionellere Theaterformen verlangen. Der Schauspieler erhält die Voraussetzungen, die ganze Bandbreite vom klassischen Sprechtheater bis hin zu den musikalischen, rhythmischen, tänzerischen und stimmlichen Anforderungen der heutigen performing arts meistern zu können.

## Regiearbeiten
- 1993: Autistenhochzeit (Alexander Wagner). Uraufführung: Gasteig München
- 1994: Sklavnaja Markta. Projekt mit Studenten der Bayerischen Theaterakademie, Prinzregententheater München
- 1997: Beijing lan – Peking ist blau. Internationales und interdisziplinäres Theaterprojekt mit Schauspielern, Tänzern, Musikern, Sängern, aus Deutschland und China. Uraufführung Yan Huang Art Gallery, Beijing (VR China).[5]
- 1998: Fest für Liebende in unglücklicher Konstellation (Susanne Göße). Projekt mit der Abschlussklasse der Bayerischen Theaterakademie, Uraufführung: Akademietheater München.
- 1998: Anstatt Rashomon (Susanne Göße). Uraufführung: Stadttheater Ulm, 1998.[6][7]
- 2003: Monteverdi-Duelle. Interdisziplinäres Musiktheaterprojekt, Münchner Opernfestspiele.
- 2004: Dialoge über die Liebe. Eine Straßenoper. Internationales Festival Hue (Vietnam) 6/2004, Literaturtempel Hanoi (Vietnam) 10/2004, Münchner Opernfestspiele 6/2004. Interdisziplinäres Musiktheaterprojekt mit Opernsängern, Musikern, Tänzern, Cheo-Opern-Sänger aus Deutschland und Vietnam.[8]
- 2006: Regiemitarbeit: Die Bakchen (Euripides). Regie: Dieter Dorn, Residenztheater München.
- 2008: Sakkorausch (Elisabeth Reichart), Uraufführung, Schauspielhaus Salzburg, Österreich.[9]
- 2014: Mitarbeit bei Lavapolis/Friday in Venice (Michael Schindhelm), Transmedia Storytelling Project für die Architecture Biennale of Venice, Video: Robert Schuster, Lavapolis/Friday in Venice, hg. v. Michael Schindhelm, ZHDK Zurich University of the Arts Center for Cultural Publishing Studies: Zürich/Schweiz, 2015.
- 2018: Regiemitarbeit Parsifal. Bühnenweihfestspiel (Richard Wagner). Regie: Dieter Dorn, Musikalische Leitung: Sir Simon Rattle. Festspielhaus Baden-Baden.[10]

## Theaterchoreographien
- 1987: Mann ist Mann (Bertolt Brecht). Regie: Günther Gerstner, Kammerspiele München
- 1993: Der Sturm (William Shakespeare). Regie: Dieter Dorn, Kammerspiele München. Integrativer Teil der Inszenierung war die Arbeit mir speziell angefertigten, lebensgroßen Puppen ('Geister').
- 1994: Elektra (Richard Strauss). Regie: Dieter Dorn, Musikalische Leitung: Daniel Barenboim, Staatsoper Berlin.
- 1996: Ithaka (Botho Strauß). Regie: Dieter Dorn, Uraufführung: Kammerspiele München
- 2000: Memory. Eine Videooper. Regie: Otto Kukla, Uraufführung: Theater am Neumarkt Zürich (Schweiz). Weitere Vorstellungen: München, Sarajevo (Bosnien), Teheran (Iran)[11]
- 2005: Wann wird es endlich wieder so, wie es nie war? Regie: Joachim Meyerhoff, Uraufführung: Maxim Gorki Theater, Berlin.[12][13]
- 2015: La Traviata (Giuseppe Verdi). Regie: Dieter Dorn, Musikalische Leitung: Daniel Barenboim, Staatsoper Berlin.[14]
- 2016: Kula – Nach Europa. Transnationales Theaterprojekt. Regie: Robert Schuster. Deutsches Nationaltheater Weimar (DNT), Kunstfest Weimar, Theater Freiburg, Schauspielhaus Bochum, Kurtheater Baden, La Filature Scène Nationale, Mulhouse (Frankreich), Theater Chur (Schweiz).[15]
- 2017/18: Malalai – Transnationales Theaterprojekt. Regie: Robert Schuster.[16]
- 2018: Wagner: Parsifal. Regie: Dieter Dorn. Musikalische Leitung: Sir Simon Rattle. Festspielhaus Baden-Baden.[10]
- 2018/19: Europée – Eine Nationalversammlung – Transnationale Komödie. Inszenierung: Robert Schuster. und Julie Paucker. Premiere: Deutsches Nationaltheater Weimar (DNT)
- 2019/20: Die Stunde, da wir nichts voneinander wussten (Peter Handke). Regie: Robert Schuster. Premiere 2019: Stadttheater Klagenfurt. Weitere Aufführungen 2020: Vereinigte Bühnen Bozen, Tromsø, Norwegen; Peking, China
- 2021: Aufhebung – Transnationale Theater-Performance. Leitung: Tian Gebing und Martin Gruber. In Zusammenarbeit mit Paper Tiger Collective, Kunstbetrieb Birach und KULA Compagnie. Premiere: Großer Wasserspeicher, Berlin.[17]
- 2022: Her Face – Transnationales Theaterprojekt in Zusammenarbeit mit Paper Tiger Collective und Kunstbetrieb Birach nach Texten von Susanne Gösse. Großer Wasserspeicher, Berlin.
- 2024: 10.000 Nudeln für Kafka. Nudeln-Location/Theater unter der Leitung von Paper Tiger Collective, Juni bis September in Berlin